# Resolutie 1751 Veiligheidsraad Verenigde Naties
Resolutie 1751 van de Veiligheidsraad van de Verenigde Naties werd unaniem door de
VN-Veiligheidsraad aangenomen op 13 april 2007 en
verlengde de VN-vredesmacht in de Democratische Republiek Congo met een maand.

## Achtergrond
In 1994 braken in de Democratische Republiek Congo etnische onlusten uit die onder meer
werden veroorzaakt door de vluchtelingenstroom uit de buurlanden Rwanda en Burundi.
In 1997 beëindigden rebellen de lange dictatuur van Mobutu en werd
Kabila de nieuwe president.
In 1998 escaleerde de burgeroorlog toen andere rebellen Kabila probeerden te verjagen. Zij zagen zich
gesteund door Rwanda en Oeganda.
Toen hij in 2001 omkwam bij een mislukte staatsgreep werd hij opgevolgd door zijn zoon.
Onder buitenlandse druk werd afgesproken verkiezingen te houden die plaatsvonden in 2006 en gewonnen
werden door Kabila.
Intussen zijn nog steeds rebellen actief in het oosten van Congo en blijft de situatie er gespannen.

## Inhoud
De Veiligheidsraad:
- Herinnert aan zijn eerdere resoluties over Congo-Kinshasa.
- Bevestigt de soevereiniteit, territoriale integriteit en onafhankelijkheid van Congo.
- Merkt op dat de situatie in Congo een bedreiging blijft voor de internationale vrede en de veiligheid in de regio.
- Handelend onder hoofdstuk VII van het Handvest van de Verenigde Naties.

1. Beslist het mandaat en de eerder geautoriseerde sterkte van de MONUC-vredesmacht te verlengen tot 15 mei 2007.
2. Besluit om actief op de hoogte te blijven.

## Verwante resoluties
- Resolutie 1736 Veiligheidsraad Verenigde Naties (2006)
- Resolutie 1742 Veiligheidsraad Verenigde Naties
- Resolutie 1756 Veiligheidsraad Verenigde Naties
- Resolutie 1768 Veiligheidsraad Verenigde Naties

Lijst ·  1739 ·  1740 ·  1741 ·  1742 ·  1743 ·  1744 ·  1745 ·  1746 ·  1747 ·  1748 ·  1749 ·  1750 ·  1751 ·  1752 ·  1753 ·  1754 ·  1755 ·  1756 ·  1757 ·  1758 ·  1759 ·  1760 ·  1761 ·  1762 ·  1763 ·  1764 ·  1765 ·  1766 ·  1767 ·  1768 ·  1769 ·  1770 ·  1771 ·  1772 ·  1773 ·  1774 ·  1775 ·  1776 ·  1777 ·  1778 ·  1779 ·  1780 ·  1781 ·  1782 ·  1783 ·  1784 ·  1785 ·  1786 ·  1787 ·  1788 ·  1789 ·  1790 ·  1791 ·  1792 ·  1793 ·  1794